# Chondrilla australiensis
Chondrilla australiensis är en svampdjursart som beskrevs av Carter 1873. Chondrilla australiensis ingår i släktet Chondrilla och familjen Chondrillidae. Inga underarter finns listade i Catalogue of Life.